# Phyllanthus chamaecerasus
Phyllanthus chamaecerasus är en emblikaväxtart som beskrevs av Henri Ernest Baillon. 
Phyllanthus chamaecerasus ingår i släktet Phyllanthus och familjen emblikaväxter. Artens utbredningsområde är Nya Kaledonien.

## Underarter
Arten delas in i följande underarter:
- Phyllanthus chamaecerasus ripicola
- Phyllanthus chamaecerasus aoupinieensis
- Phyllanthus chamaecerasus chamaecerasus
- Phyllanthus chamaecerasus intermedius
- Phyllanthus chamaecerasus longipedicellatus
- Phyllanthus chamaecerasus meoriensis
- Phyllanthus chamaecerasus vieillardii